# Skupina dodávající elektrony
Skupina odtahující elektrony je funkční skupina, která zvyšuje elektronovou hustotu na atomu, na který je navázána, což má několik kinetických a termodynamických následků:
- Skupiny dodávající elektrony mají nízké ionizační energie a jsou oproti nesubstituovaným sloučeninám silnějšími redukčními činidly (mají nižší oxidační potenciály);[1] tetrakis(dimethylamino)ethen má díky dimethylaminovým skupinám vyšší elektronovou hustotu než ethen, dokonce vytváří izolovatelný radikálový kation;[2] oproti tomu tetrakyanoethen, obsahující nitrilové skupiny, jež odtahují elektrony, vytváří izolovatelný anion.[3]
- V acidobazických reakcích mají sloučeniny se skupinami dodávajícími elektrony vyšší hodnoty pKa a reagují i se slabými Lewisovými kyselinami.[4]
- Při nukleofilních substitucích se molekuly obsahující takovéto skupiny chovají jako poměrně silné nukleofily a jsou snadno atakovány elektrofily; například pyrrol reaguje s elektrofily snadněji než benzen.[5] Obdobně také deriváty benzenu obsahující skupiny dodávající elektrony reagují s elektrofily rychleji než benzen.[6]